# Антологијска серија
Антологијска серија је радио, телевизијска или филмска серија која се протеже кроз различите жанрове и представља различиту причу и другачији скуп ликова у свакој епизоди, сезони, сегменту или кратком филму. Они обично имају различиту глумачку поставу у свакој епизоди, али неколико серија у прошлости, попут Four Star Playhouse, запошљавале су сталну групу карактерних глумаца који би се сваке недеље појављивали у другој драми. Неке антологијске серије, попут Studio One, почеле су на радију, а затим су се прошириле на телевизију.